# Lucignano d'Asso
Lucignano d'Asso (già Lucignanello di Pienza) è una località del comune italiano di Montalcino, nella provincia di Siena, in Toscana.
Il borgo sorge circa 3 km a sud-est di San Giovanni d'Asso e lo si raggiunge attraverso una strada che si dirama dalla strada provinciale 14 Traversa dei Monti nel tratto verso Torrenieri.

## Storia
Sorge nello stesso luogo di un antico insediamento etrusco e ha assunto la sua attuale conformazione nel medioevo.
Il 2 giugno 1777 entrò in vigore il Regolamento particolare con cui le comunità di San Giovanni d'Asso, Lucignano d'Asso, Monterongriffoli e Vergelle vennero riunite per volere del granduca di Toscana Pietro Leopoldo, dal punto di vista economico, sociale e amministrativo. Nel 2017 fu accorpato a Montalcino.

## Monumenti e luoghi d'interesse
Nel punto più alto del paese, che sorge sopra la sommità di un'altura, si trovava l'antico cassero, del quale rimangono poche tracce.
La chiesa principale di Lucignano d'Asso è dedicata a san Biagio vescovo e martire e venne ricostruita interamente tra il 1751 e il 1757 dopo un terremoto; internamente è a navata unica coperta con volta a crociera, con nel presbiterio l'altare maggiore barocco.
Poco fuori dal borgo è invece situata la chiesa della Compagnia del Santissimo Rosario, cappella rurale del XVII secolo contenente pregevoli opere pittoriche tra le quali una seicentesca Madonna del Rosario e i santi Caterina e Domenico.